# Mapeciątka (serial animowany 2018)
Mapeciątka (ang. Muppet Babies, od 2018) – amerykański serial animowany w reżyserii Matta Dannera i Guya Moore’a, wyprodukowany przez wytwórnie The Muppets Studio, Odd Bot Animation i Snowball Studios. Jest to reboot serialu animowanego o tym samym tytule z lat 1984-1991. Serial wykonany techniką komputerową.
Premiera serialu odbyła się w Stanach Zjednoczonych 23 marca 2018 na amerykańskich kanałach Disney Channel i Disney Junior. W Polsce premiera serialu odbyła się 27 sierpnia 2018 na antenie polskiego Disney Junior.
Dnia 7 września 2018 stacja Disney Junior ogłosiła, że powstanie drugi sezon serialu.

## Fabuła
Akcja serialu rozgrywa się w pokoju zabaw i opowiada o nowych perypetiach małych Mapeciątek – żaby Kermita, świnki Piggy, misia Fozziego, Gonzo, Zwierzaka oraz nowej członkini Summer. Mapeciątka wychowują się pod opieką Niani i wspólnie przeżywają niesamowite przygody w świecie wyimaginowanej wyobraźni, aby zbadać najgłębsze zakątki wszechświata, a także wykorzystać ich kreatywne myślenie do rozwiązania większości problemów.

## Bohaterowie
- Kermit – zielona żaba uwielbiająca przygody.
- Piggy – różowa świnka, która pragnie zostać gwiazdą. Jest zakochana w Kermicie.
- Fozzie – brązowy miś, który uwielbia opowiadać kawały.
- Gonzo – niebieski nieznany gatunek, który jest ambitnym kaskaderem.
- Zwierzak – przyjacielski potwór, który uwielbia grać na perkusji.
- Summer – fioletowa pingwinica z Arktyku, która uwielbia tworzyć sztukę.
- Niania – opiekunka Mapeciątek, która jest widziana tylko od ramion w dół.
- Camilla – biała kura oraz najlepsza przyjaciółka Gonzo.

## Obsada
- Matt Danner – Kermit
- Melanie Harrison – Piggy
- Eric Bauza – Fozzie
- Ben Diskin – Gonzo
- Dee Bradley Baker – Zwierzak
- Jessica DiCicco – Summer
- Jenny Slate – Niania

## Wersja polska
Wystąpili:
- Aleksandra Bieńkowska – Panna Piggy (piosenki)
- Jarosław Boberek –
  - Waldorf,
  - Gonzo,
  - Zwierzak,
  - Miś Fozzie
- Marta Dobecka – Panna Piggy (dialogi)
- Barbara Garstka – Pipeta
- Michał Meyer – Doktor Bunsen Melonowicz
- Przemysław Niedzielski –
  - Camilla,
  - Priscilla
- Grzegorz Pawlak –
  - Statler,
  - Doktor Ząb (odc. 10b),
  - Pies Rowlf (odc. 19a)
- Ewa Prus – Kropka
- Aleksandra Radwan – Summer
- Olga Szomańska – Niania
- Michał Zieliński –
  - Kermit Żaba,
  - Rizzo
- Maciej Dybowski – Carlos (odc. 8b)
- Cezary Kwieciński – Słitaśny (odc. 23b)
- Tomasz Steciuk – Robin (odc. 25a)

i inni
Wykonanie piosenek:
- Aleksandra Bieńkowska
- Michał Meyer
- Aleksandra Radwan
- Patrycja Kotlarska
- Jacek Kotlarski

i inni
Reżyseria: Wojciech Paszkowski

Kierownictwo muzyczne:
- Agnieszka Tomicka (odc. 1-5, 11-15),
- Monika Malec (odc. 6-10)

Dialogi: Elżbieta Pruśniewska

Teksty piosenek: Elżbieta Pruśniewska

Wersja polska: SDI Media Polska

## Spis odcinków

### Seria 1 (2018–19)
| Nr | Tytuł                                                                     | Tytuł polski                                                                       | Premiera                             | Premiera w Polsce                                 |
| -- | ------------------------------------------------------------------------- | ---------------------------------------------------------------------------------- | ------------------------------------ | ------------------------------------------------- |
| 1  | Sir Kermit the Brave / Animal Fly Airplane                                | Sir Kermit Waleczny / Zwierzak lecieć samolot                                      | 23 marca 2018                        | 27 sierpnia 2018 (A) 3 września 2018 (B)          |
| 2  | Hatastrophe / Fly South                                                   | Czapkostrofa / Do ciepłych krajów                                                  | 23 marca 2018                        | 4 września 2018 (A) 5 września 2018 (B)           |
| 3  | The Great Muppet Sport-A-Thon / You Say Potato, I Say Best Friend         | Wielka mapetowa sportopiada / Dla ciebie ziemniak, dla mnie najlepszy przyjaciel   | 30 marca 2018                        | 6 września 2018 (A) 7 września 2018 (B)           |
| 4  | Super Fabulous Vs. Captain Ice Cube / Piggy’s Time Machine                | Super Mocna kontra Kapitan Śnieżynka / Piggy i wehikuł czasu                       | 6 kwietnia 2018                      | 10 września 2018 (A) 11 września 2018 (B)         |
| 5  | How Kermit Got His Groove / One Small Problem                             | Jak Kermit znalazł swój rytm / Jeden mały problem                                  | 13 kwietnia 2018                     | 12 września 2018 (A) 13 września 2018 (B)         |
| 6  | The Blanked Fort / Playground Pirates                                     | Twierdza z koców / Podwórkowi piraci                                               | 20 kwietnia 2018                     | 24 września 2018 (A) 21 września 2018 (B)         |
| 7  | Summer Penguin, P.I. / You Ought to Be in Pictures                        | Prywatna detektyw Summer / Co by tu dzisiaj zmalować?                              | 27 kwietnia 2018                     | 25 września 2018 (A) 26 września 2018 (B)         |
| 8  | Kermit Levels Up / Frogs of a Feather                                     | Kermit wkracza do gry / Żaba żabie nierówna                                        | 4 maja 2018                          | 27 września 2018 (A) 28 września 2018 (B)         |
| 9  | Animal Cleans Up / Best Pals Pizza Parlor Palace                          | Zwierzak myju myju / Pizzeria "Swojska chata pałacowa"                             | 8 czerwca 2018                       | 7 stycznia 2019 (A) 8 stycznia 2019 (B)           |
| 10 | The Good, The Bad, and The Froggy / Muppet Rock                           | Dobry, zły i Żabol / Mapetowy rock                                                 | 15 czerwca 2018                      | 9 stycznia 2019 (A) 10 stycznia 2019 (B)          |
| 11 | Upside-Down Day / Tooth and Consequences                                  | Dzień do góry nogami / Czary mary, ząb za ząb                                      | 29 czerwca 2018                      | 11 stycznia 2019 (A) 14 stycznia 2019 (B)         |
| 12 | The Great Gonzo’s Desert Grand Prix / Animal Kong                         | Grand Prix Wielkiego Gonza / Zwierzak King Kong                                    | 20 lipca 2018                        | 15 stycznia 2019 (A) 16 stycznia 2019 (B)         |
| 13 | Bunsen Knows All / Doctor Fozzie                                          | Bunsen wie wszystko / Doktor Fozzie                                                | 17 sierpnia 2018                     | 17 stycznia 2019 (A) 18 stycznia 2019 (B)         |
| 14 | Grandpa Camp / A Backyard Divided                                         | Dziadkowy obóz / Podzielone terytorium                                             | 14 września 2018                     | 29 kwietnia 2019 (A) 30 kwietnia 2019 (B)         |
| 15 | Happy Hallowocka! / The Teeth-Chattering Tale of the Haunted Pancakes     | Wesołego Hallowaka! / Mrożąca krew w żyłach historia o nawiedzonych naleśnikach    | 5 października 2018                  | 23 października 2019 (A) 24 października 2019 (B) |
| 16 | Kermit’s Big Show / The Card Shark                                        | Pierwsza sztuka Kermita / Karciany rekin                                           | 9 listopada 2018                     | 1 maja 2019 (A) 2 maja 2019 (B)                   |
| 17 | A Very Muppet Babies Christmas / Summer’s Super Fabulous Holiday Surprise | Bardzo mapeciątkowe święta / Super wystrzałowa niespodzianka świąteczna dla Summer | 30 listopada 2018                    | 9 grudnia 2019                                    |
| 18 | Summer the Great / Planet Gonzo                                           | Wielka Summer / Planeta Gonzo                                                      | 4 stycznia 2019                      | 3 maja 2019 (A) 6 maja 2019 (B)                   |
| 19 | The Best, Best Friend / Counting Kermits                                  | Naj-najlepszy przyjaciel / Kermitów bezliku                                        | 15 lutego 2019                       | 7 maja 2019 (A) 8 maja 2019 (B)                   |
| 20 | Puppy for Day / No Laughing Matter                                        | Szczeniak na jeden dzień / Nieśmieszna sprawa                                      | 12 kwietnia 2019 (A) 3 maja 2019 (B) | 9 maja 2019 (A) 10 maja 2019 (B)                  |

### Seria 2 (od 2019)
| Nr | Tytuł                                           | Tytuł polski                                 | Premiera             | Premiera w Polsce                         |
| -- | ----------------------------------------------- | -------------------------------------------- | -------------------- | ----------------------------------------- |
| 21 | The Froginizer / My Fair Animal                 | Żabencjusz / Dżentel-Zwierzak                | 9 sierpnia 2019      | 6 stycznia 2020 (A) 7 stycznia 2020 (B)   |
| 22 | Starship Piggy / My Buddy                       | Gwiezdna Piggy / Mój Kumpel                  | 16 sierpnia 2019     | 8 stycznia 2020 (A) 9 stycznia 2020 (B)   |
| 23 | Finders Keepers / Monster Next Door             | Znalezione nie kradzione / Potwór zza płotu  | 23 sierpnia 2019     | 10 stycznia 2020 (A) 13 stycznia 2020 (B) |
| 24 | The Great Muppet Cook-Off / Animal and the Egg  | Mapetowy konkurs kulinarny / Zwierzak i jajo | 27 września 2019     | 14 stycznia 2020 (A) 15 stycznia 2020 (B) |
| 25 | Tagalong Polliwog / Sparkly Star Switcheroo     | Kijanka na doczepkę / Gwiazdkowa podmianka   | 25 października 2019 | 16 stycznia 2020 (A) 17 stycznia 2020 (B) |
| 26 | Mystery on the Muppet Express / Mister Manny    | --- / ---                                    | 15 listopada 2019    | nieemitowany                              |
| 27 | The Karate Cub / Don't Over Duet                | --- / ---                                    | 6 grudnia 2019       | nieemitowany                              |
| 28 | Run Fozzie Run / My Brother Vinny               | --- / ---                                    | 13 grudnia 2019      | nieemitowany                              |
| 29 | Beaker 2.0 / When You Wish Upon a Rizzo         | --- / ---                                    | 3 stycznia 2020      | nieemitowany                              |
| 30 | Chicken Round-Up / Summer's Snow Cone Stop      | --- / ---                                    | 31 stycznia 2020     | nieemitowany                              |
| 31 | Wocka by Fozzie / Gonzo's Clean Sweep           | --- / ---                                    | 28 lutego 2020       | nieemitowany                              |
| 32 | Meatball Mayhem / Bunsen Honeydew, Show Stopper | --- / ---                                    | 6 marca 2020         | nieemitowany                              |
| 33 | Best Friends Fixer Uppers / Gonzo's Coop Dreams | --- / ---                                    | 17 kwietnia 2020     | nieemitowany                              |